# Tridacna
Tridacna – rodzaj małży z rodziny przydaczniowatych (Tridacnidae), klasyfikowanej czasem jako podrodzina Tridacninae w obrębie sercówkowatych (Cardiidae). Gatunki zaliczane do tego rodzaju są w języku polskim określane zwyczajową nazwą przydacznia lub tridakna.

## Systematyka
Współcześnie żyjące gatunki:
- Tridacna crocea
- Tridacna derasa
- Tridacna gigas – przydacznia olbrzymia
- Tridacna lorenzi
- Tridacna maxima – przydacznia niebieska
- Tridacna mbalavuana
- Tridacna noae
- Tridacna rosewateri
- Tridacna squamosa – przydacznia łuskowata
- Tridacna squamosina